# Paramphiascella fulvofasciata
Paramphiascella fulvofasciata is een eenoogkreeftjessoort uit de familie van de Miraciidae. De wetenschappelijke naam van de soort is voor het eerst geldig gepubliceerd in 1974 door Rosenfield & Coull.